# Melozzo da Forlì

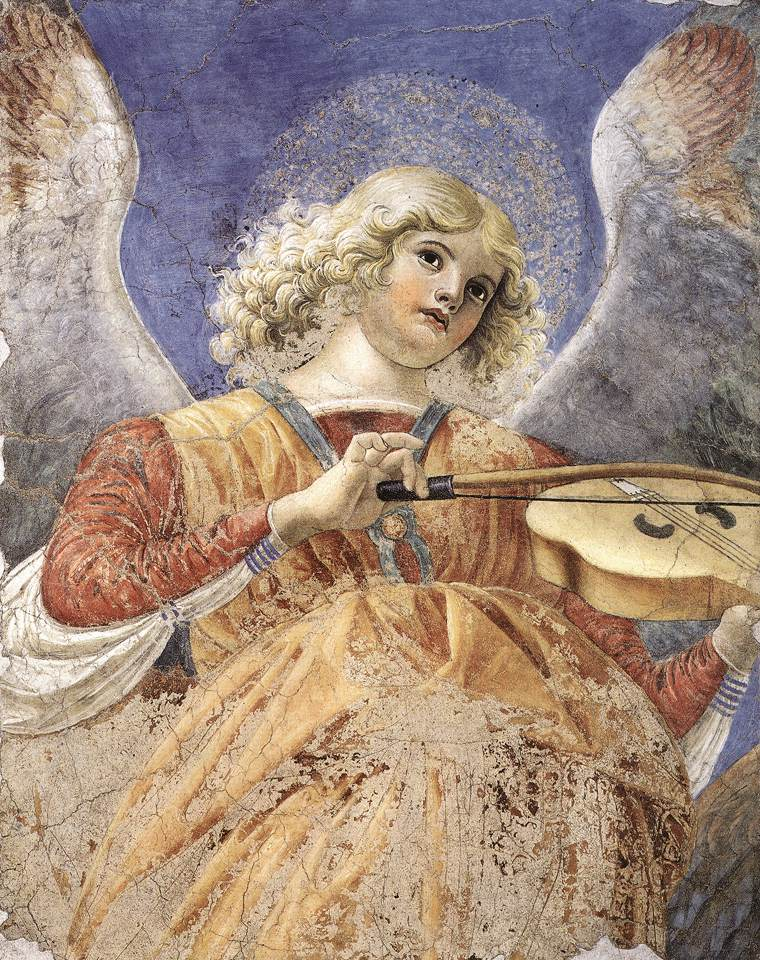
Àngel amb violí, 1480 (fresc) (Museus Vaticans)

Michelozzo degli Ambrogi (1438-1494) fou un pintor italià renaixentista pertanyent a l'escola d'Urbino i a l'escola de Forlì, famós per les seves pintures sobre àngels i el seu ús de la perspectiva.

## Biografia
El pintor quattrocentista Michelozzo degli Ambrogi és més conegut el nom del lloc on ocorre el seu naixement, Forlì, en 1438. No ses sap gaire sobre els seus començaments i els seus mestres, però se suposa que es va formar en l'escola de pintura de Forlì, regida per Ansuino da Forlì. Se sap que va ser un gran admirador de Piero della Francesca (qui va influenciar notablement l'estil de Melozzo), les obres del qual va estudiar a la cort d'Urbino, on va començar la seva carrera de pintor. Després d'aquest període de formació es va traslladar a Roma. No es coneix amb certesa si el trasllat va ocórrer en 1475, com molts estudiosos suposen, o en 1464. D'haver arribat a Roma en 1464, es creu que va treballar en l'església de San Marco.
Ja a Roma, Sixt IV el contractà com a pictor papalis, juntament amb altres artistes la decoració de la Biblioteca Vaticana. Hi va realitzar en 1477 la seva obra mestra: el fresc "Sixt IV nomenant prefecte Platina". En 1468 Melozzo fou un dels membres originals de l'acadèmia fundada per Sixt IV a fi d'unir els principals artistes que treballaven en la ciutat. En 1480 va acabar els frescs de l'absis de l'església dels Sants Apòstols, encomanats per Pietro Riario, i abandona Roma (en la qual va dur a l'escorç a la seva màxima expressió i va emprar una perspectiva de "sotto in sú" presa de Mantegna) per a traslladar-se a Loreto, on va decorar en 1484 la cúpula de la Capella del Tresor i va reprendre la seva afició cap a la perspectiva arquitectònica.
En 1489 Melozzo va tornar a Roma, per a retornar més tard a la seva ciutat natal, ì, on morí el 8 de novembre de 1494, després d'haver pintat l'església dels Capuchinos que seria destruïda en el segle xvii. Els seus principals seguidors foren Marco Palmezzano, Lorenzo de Viterbo i Antoniazzo Romano, però el seu estil va influenciar notablement d'altres artistes, com, Bramante.

## Obra
Encara que pocs dels treballs de Melozzo han estat preservats fins al moment, les crítiques concorden que aquest pintor va contribuir sensiblement al progrés de l'art. A pesar de no ser un notable colorista, Melozzo va realitzar un bon ús de la llum, i va tractar amb cura les fines i solemnes figures en les seves pintures, caracteritzant-se per la seva amplitud decorativa. El seu treball té certa semblança amb el del seu contemporani Andrea Mantegna.